# Fiorino (Voltri)
Fiorino (Scioin /ˈʃwiŋ/ in ligure) è una frazione di Voltri, che a sua volta fa parte del comune di Genova.

## Geografia
La frazione di Fiorino appartiene al comune di Genova, in provincia di Genova, nella regione Liguria.
Dista 22,45 chilometri dal centro di Genova. Le località confinanti più vicine ad esso sono Fabbriche, Voltri, Vesima e Mele (comune autonomo).
Il paese di Fiorino dista 7 chilometri da Voltri ed è l'ultimo paese della Val Cerusa. Sorge a 244 metri sul livello del mare in un luogo pacifico immerso nel verde, a un passo dal mare e contemporaneamente ai piedi del Bric del Dente (1109 m) e del Passo del Faiallo. Il Paese è situato all'estremo ponente di Genova, e conta, nel paese vero e proprio e sparsi nelle sue frazioni, di cui le più importanti sono Sambugo (o Sambuco) e il Voltino, circa 150 abitanti.

### Territorio e clima
Risalendo da Voltri l'incassata vallata incisa dal Torrente Cerusa ci si addentra in una zona non interessata dallo sviluppo edilizio di Genova, e dove sono tuttora riconoscibili e rintracciabili le caratteristiche dell'architettura rurale tipicamente genovese e ligure.
L'origine del nome Fiorino pare sia dovuta al nome latino Florem “fiore” con riferimento alla fertilità del suolo ed alle coltivazioni locali. Fin dai tempi più antichi gli abitanti di Fiorino hanno sempre vissuto di Castagne, patate e polenta, allevato capre, pecore e qualche bovino. abitavano in case fatte di fango con tetti di paglia, coltivavano su terrazzamenti sostenuti da muri a secco denominate "Fasce".
ancora ora sono numerosi i nuclei rurali, posti a monte del paese, ancora abitati da anziani del posto (collegamento NOTE per Quotazero)
Il paese è circondato da monti, a sud il Castelnero, massiccio di scarsa altezza così denominato perché formato da rocce scure, a nord il Bric del Dente (1109 m) il Faiallo e il monte Reixa. Tutti facenti parte del Monte Beigua i cui versanti esposti a mezzogiorno, notevolmente scoscesi, sono formati da un substrato roccioso costituito da serpentinite, una roccia che in relazione alle proprie caratteristiche chimiche non permette un grande sviluppo della vegetazione.
Come si sa le rocce del monte Beigua, inquadrate dai geologi nel “Gruppo di Voltri”, contengono notevoli quantità di magnesio e metalli pesanti, che influenzano negativamente sullo sviluppo della vegetazione e conferiscono al paesaggio quel caratteristico aspetto brullo e selvaggio.
Le rocce più comuni nella Zona di Fiorino sono le Ofioliti o “pietre verdi”, il cui colore verde è apprezzabile solo sulle rocce con recenti fratture, in quanto l'esposizione all'aria ed al l'acqua rende tali rocce di un colore rossastro.
Fiorino corrisponde all'ultimo paese della Val Cerusa, valle che risulta stretta ed incassata, e coronata da uno spartiacque che nel breve tratto di circa otto chilometri in linea d'aria dal litorale marino, raggiunge e supera la quota di mille metri;
tale morfologia fa sì che si condensino, in corrispondenza dello spartiacque formato dal Passo del Turchino, passando per il Bric del Dente, fino ad arrivare al monte Reixa ed al Monte Beigua, notevoli quantità di vapore acqueo, a causa dello scontro tra le correnti d'aria più calda di risalita dal mare e quelle d'aria più fredda provenienti dalla pianura padana, garantendo di conseguenza abbondanti precipitazioni durante tutto l'arco dell'anno.
A monte dell'abitato di Fiorino possiamo ancora oggi apprezzare la bellezza di laghetti, che nel periodo estivo ospitano parecchi turisti che approfittano per visitare la zona e per passare giornate diverse a contatto con la natura. Laghetti che spariscono con l'inverno, spazzati via dalle piene e ogni anno modificati naturalmente.

## Cartiera San Giorgio
A monte dell'abitato di Fiorino, è presente una cartiera tuttora in funzione, edificata nel 1580 da Nicolò Ansaldo nella zona denominata “Massucco”, toponimo della località a monte del paese. L'edificio in questione, con copertura a “carena di nave”, viene abbandonato nel Cinque e Seicento, ricostruito nel 1851 da Antonio Gambino, successivamente trasformato in fabbrica tessile, ed infine riconvertito a cartiera ancora in esercizio. La Cartiera San Giorgio, fondata nel 1973, è specializzata nella produzione di bobine di carta crespata per uso asciugamani in varie qualità, grammature e colori secondo le diverse esigenze della clientela.

## Storia

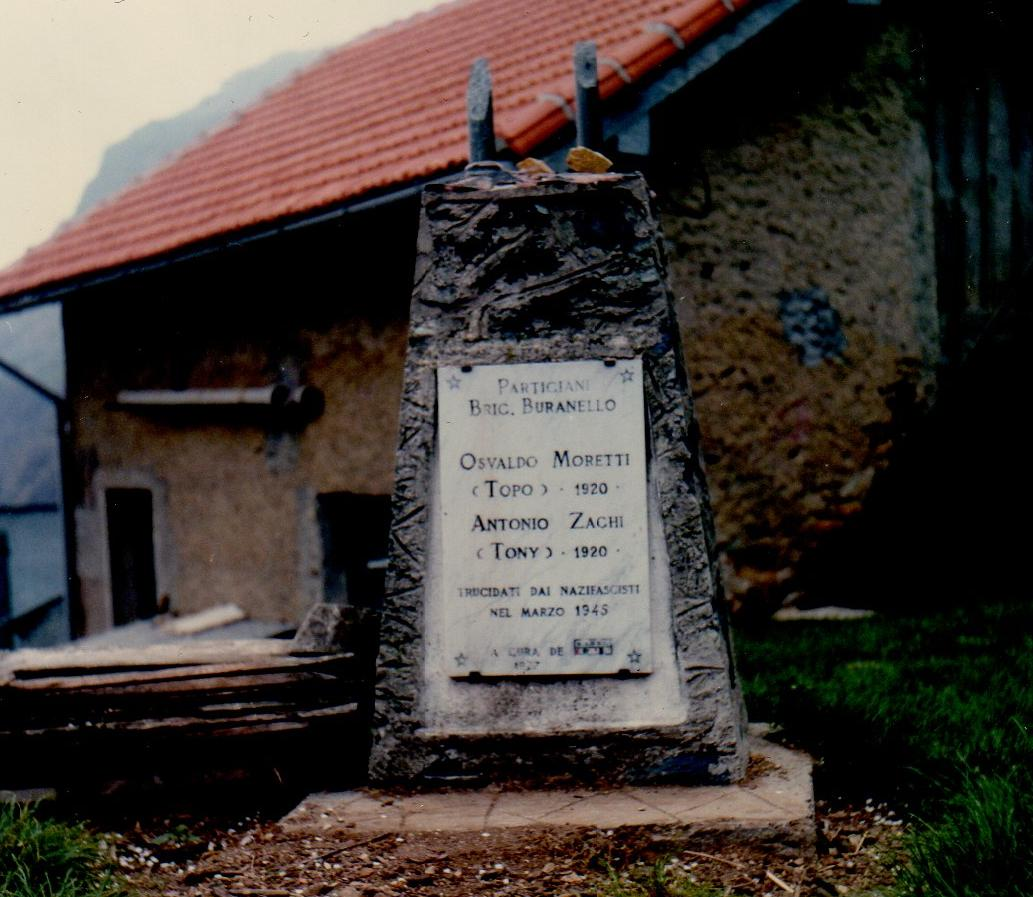
Monumento a Sambuco, dedicato a due partigiani della Brigata Buranello

Le fonti storiche che certificano l'esistenza di Fiorino non sono molte, si sa però che già nel 1600 fu costruita la cappelletta di San Rocco, tuttora esistente seppur pericolante, edificata dagli abitanti della zona per ringraziare il santo di aver risparmiato il paese dalla peste, quella peste che sarebbe poi stata narrata dal Manzoni nella sua opera "I Promessi Sposi". A Fiorino nacquero probabilmente, nella località denominata in dialetto Magetto, ossia Piccolo Maglio, i chiodi che poi divennero famosi come chiodi di Masone, particolarmente apprezzati per le loro caratteristiche nella cantieristica navale. Sulle alture di Fiorino, lungo il sentiero che collega l'abitato con Masone, paese della Valle Stura, si trova un Forte che fu usato durante la seconda guerra mondiale denominato Forte Geremia il quale è stato da poco ristrutturato e adibito ad agriturismo. Fiorino ha raggiunto il suo picco di abitanti durante la seconda guerra mondiale arrivando ad ospitare fino a più di mille persone; in questo periodo sui monti circostanti erano numerosi i partigiani e in paese, grazie all'antica Via del Sale, la quale favoriva i collegamenti con il Piemonte, era possibile reperire viveri grazie alla cosiddetta "borsa nera" ossia il mercato clandestino.

## La Parrocchia di San Michele
La cappella primitiva sorse nel 1683; un documento dell'archivio parrocchiale riferisce che il 27 aprile 1683 si riunirono molti abitanti di Fiorino per tassarsi di una somma per la costruzione della Cappella e si occuparono pure della scelta del posto sul quale doveva sorgere. Il 16 luglio dello stesso anno per decreto dell'arcivescovo Giulio Vincenzo Gentile la cappella, già ultimata, veniva benedetta dall'arciprete di S. Erasmo in Voltri, sac. Michelangelo Agnese; da quella data vi era permessa la celebrazione eucaristica, esclusi i giorni di Pasqua e Natale.
Divenuta cappella laicale sotto la protezione del Senato di Genova, nel 1770, col suo consenso chiese alla Curia di Genova di divenire succursale di S. Erasmo e di poter avere quindi il battistero, la custodia del Santissimo e un custode o cappellano. Tutto ciò fu concesso dal Vicario Generale il 19 novembre 1770. Nel 1837 Fiorino ebbe anche un cimitero proprio. Nel 1855 fu addetto alla cappella il sac. Luigi De Cavi di Pontedecimo che fu poi anche il primo Parroco.
Essendo la cappella molto piccola, corrispondeva infatti agli attuali presbiterio e sacristia, e divenuta insufficiente per gli abitanti, il De Cavi la domenica 2 marzo 1857 diede mano ad un progetto di ingrandimento. Negli anni 1858 - 1860 sorse la nuova chiesa, quasi rotonda, sorretta da otto colonne, con un altare principale in direzione sud-est e due altari minori posti perpendicolarmente al primo, senza campanile, che fu eretto in seguito.
La chiesa fu succursale fino al 1881. Venne fatta parrocchia dall'arcivescovo Salvatore Magnasco con suo decreto 15 settembre 1881; la erezione fu resa possibile dalla generosità della signora Angela Canepa Martini che provvide alla costruzione della mensa parrocchiale.
Nella chiesa di Fiorino è in grande venerazione la Madonna della Provvidenza, che si festeggia la prima domenica di agosto, effigiata in una grossa statua in legno posta sull'altar maggiore. La statua fu scolpita nel 1636 da Giambattista Bissone detto il Veneziano per il Duomo di S. Lorenzo; il 25 marzo 1637 fu incoronata dal Doge Giovanni Francesco Brignole Sale Regina di Genova con l'offerta, in un bacile d'argento, della corona, dello scettro e delle Chiavi della città. La statua predetta fu in seguito sostituita ivi da altra in bronzo, fu trasferita nella chiesa di San Bernardo del voto, finché venne acquistata da un sig. Andrea Costa per la chiesa di Fiorino dove giunse nel 1858, portata dal sac. De Cavi.
Il 31 maggio 1959 il card. Giuseppe Siri incoronava la statua della Madonna, quindi faceva la consacrazione delle campane e della parrocchia al Cuore Immacolato di Maria.

### Le Vie di Fiorino
Essendo un piccolo paesino non sono molte le vie di Fiorino:
- Brusinetti (Via) da Via Fiorino a località Brusinetti
- Canellona (Via) da Fiorino a Via dei Giovi
- Cardina (Via alla) 491 m s.l.m. da Via Malenchini alla campagna.
- Fiorino (Via) da Via Fabbriche a Via Malenchini
- Gazzino Giuseppe (Via) da Via Costa del Vento a Via Fiorino.
- Malenchini Vincenzo (Via) Da Via Fiorino
- Moretti Osvaldo (Via) da Via Fiorino a Sambugo
- Tartari (Via) da Via Fiorino a località Tartari.

### Architetture religiose e Monumenti
- Parrocchia di San Michele di Fiorino[5]
- Cappella San Giovanni Battista al Voltino
- Cappelletta San Pietro alla Canellona (ora sconsacrata)
- Cappella San Rocco
- Santuario di Santa Teresa in Sambugo

### Sagre ed eventi
- Festa di N.S. della Provvidenza - prima domenica di Agosto
- Sagra di Fiorino Estate - in concomitanza della Festa N.S. della Provvidenza (giovedì, venerdì, sabato e domenica)
- Santa Teresa a Sanbugo - prima domenica di Luglio
- San Rocco con celebrazione messa e processione verso l'omonima cappella
- Castagnata a Sambugo

### Cucina
A Sambugo è in attività un laboratorio artigianale dove si producono dolci tra cui prodotto principe è il cubeletto, pasta frolla ripiena tipicamente di marmellata.
Nella zona di Fiorino inoltre è presente un Ristorante e un'azienda lattiero casearia.
Inoltre se un tempo erano presenti due osterie e negozi di alimentari, oggi solo la presenza della trattoria "a Ca do Dria" aumenta il via vai di gente di passaggio nella zona per gustare i piatti tipici di una cucina casalinga, sana e buona come un tempo.
Famosa a Fiorino come in tutta la valle è la Polenta Bugiandu, polenta di farina bianca.

## Escursioni
Molte sono le escursioni che si possono intraprendere nella zona.
- Anello di Fiorino - n. 1

Tempo di percorrenza in salita: 3,30 ore circa
Segnavia F. I.E.: rombo rosso pieno (parte) – due croci rosse (parte)
Dislivello in salita: MT. 400 circa
- Anello di Fiorino - n. 2

Tempo di percorrenza: 3 ore circa
Segnavia F. I.E.: due croci rosse (parte)
Dislivello in salita: MT. 400 circa
Altre escursioni da poter fare sono:
- Fabbriche-Monte Reixa-Faiallo-Martina d'Olba
- Rifugio Forte Geremia
- Faiallo - Crocetta - Gava - Tardia di Ponente - Gavetta - Faiallo
- Sella del Barnè - Bric del Dente
- Rio Malanotte - Gava
- Sambugo - Risalita del Rio Malanotte
- Bric Castelnegro
- Rifugio Gilwell
- Monte Tardia di Ponente
- Bric del Dente
- Giro del Dente e Bric Dentino

## Trasporti
Fiorino è raggiungibile nelle ore diurne da Voltri tramite la linea AMT 97, nelle ore serali tramite la linea AMT 697